# Charles Hatchett
Charles Hatchett FRS FRSE (n. 2 ianuarie 1765, Londra, Regatul Marii Britanii – d. 10 februarie 1847, Londra, Regatul Unit) a fost un chimist englez care a descoperit elementul niobiu.

## Viața
Hatchett s-a născut în Long Acre⁠(d), Londra, în familia lui John Hatchett, producător de canapele.
În 1800, a înființat o fabrică chimică la Chiswick în Londra.
În 1801, în timp ce lucra pentru British Museum din Londra, Hatchett a analiza o bucată de columbit⁠(d) din colecția muzeului. Columbitul s-a dovedit a fi un mineral foarte complex, și Hachett a descoperit că aceasta conținea un „pământ nou”, care implica existența unui element nou. Hatchett a numit acest nou element columbiu (Cb) în onoarea lui Cristofor Columb, descoperitorul Americii.
Pe 26 noiembrie a acelui an el și-a anunțat descoperirea în fața Societății Regale. Elementul a fost redescoperit ulterior și rebotezat „niobiu” (numele actual).
Mai târziu, Hatchett a renunțat la activitatea de chimist pentru a lucra în afacerea de familie în producția de canapele.

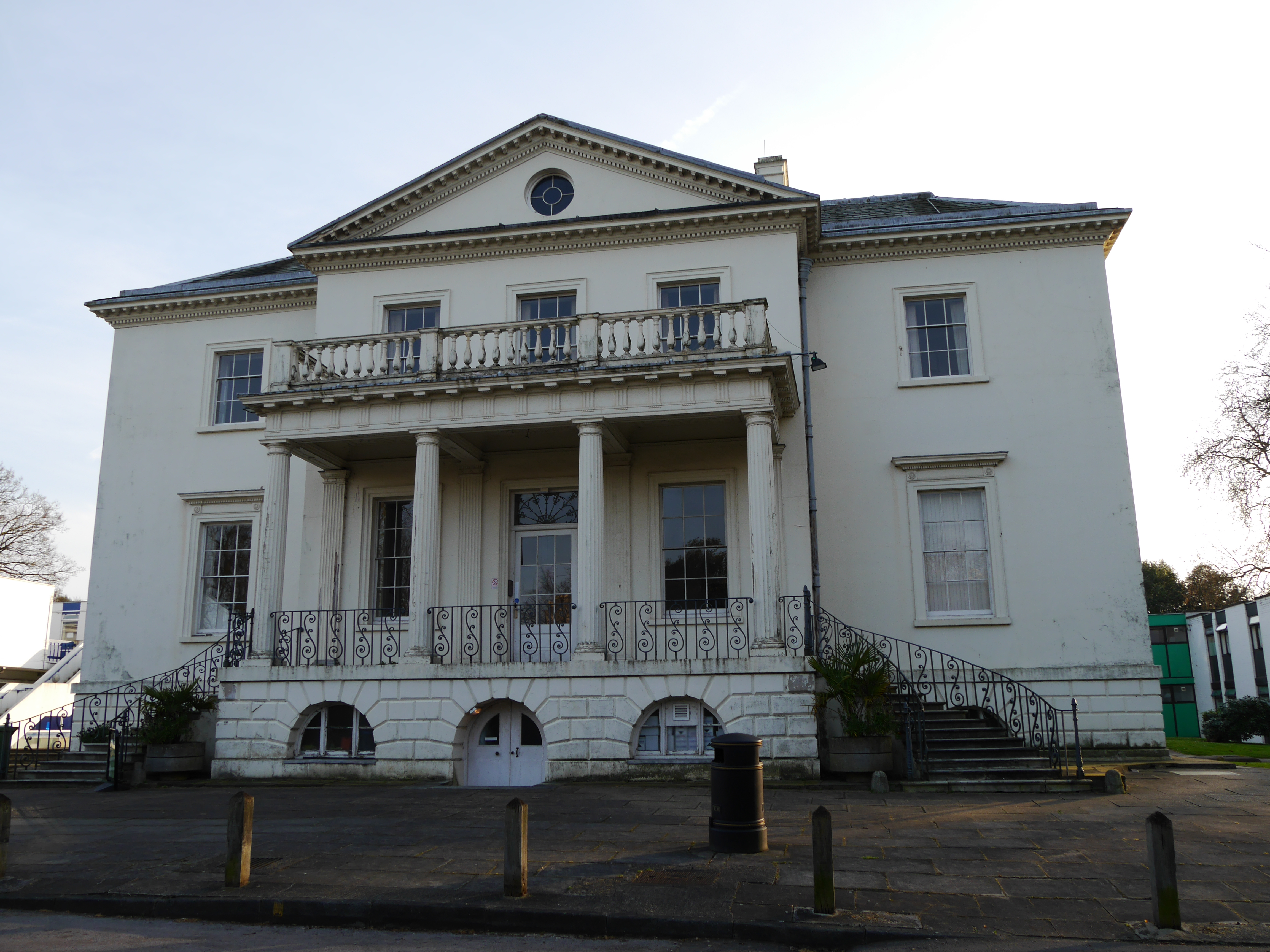
Mount Clare, vedere din față

El a trăit la Mount Clare, Roehampton între 1807-1819.
Hatchett a murit în Casa Bellevue din Chelsea, Londra⁠(d), și este înmormântat la biserica St. Laurence Biserica din Upton, Slough, la aceeași biserică unde este înmormântat și William Herschel.

## Recunoașterea
Din 1979, Institutul de Materiale, Minerale și Minerit ("IOM3") din Londra acordă premiul Charles Hatchett pentru metalurgie. Premiul este acordat „autorului celei mai bune lucrări științifice pe tema niobiului și aliajelor sale.”

## Familia
La 24 martie 1787, s-a căsătorit cu Elizabeth Collick la St Martin-in-the-Fields. Au avut mai mulți copii, printre care:
1. John Charles Hatchett (botezat la 27 ianuarie 1788 la St Martin-in-the-Fields)
2. Fiica lui, Anna Frederica Hatchett, căsătorită cu chimistul William Thomas Brande.[12]

## Legături externe
- Childs, Peter E. „The Curious Case of Columbium”. Arhivat din original la 15 mai 2008. Accesat în 14 septembrie 2008.
- Charles Hatchett Award